# Лебане (община)
Лебане (серб. Лебане) — община в Сербии, входит в Ябланичский округ.
Население общины составляет 22 000 человек (2011 год). Занимаемая площадь — 337 км².
Административный центр общины — город Лебане. Община Лебане состоит из 39 населённых пунктов.

## Населённые пункты
- Бачевина
- Бошняце
- Бувце
- Велико-Войловце
- Гегля
- Голи-Рид
- Горне-Врановце
- Гргуровце
- Доне-Врановце
- Дрводель
- Ждеглово
- Клаич
- Конино
- Кривача
- Лалиновац
- Лебане
- Липовица
- Лугаре
- Мало-Войловце
- Нова-Топола
- Ново-Село
- Пертате
- Петровац
- Поповце
- Пороштица
- Прекопчелица
- Радевце
- Радиновац
- Рафуна
- Свинярица
- Секицол
- Слишане
- Тогочевце
- Цекавица
- Ченовац
- Шарце
- Шилово
- Штулац
- Шумане

## Статистика населения общины
| Год  | Население, чел. |
| ---- | --------------- |
| 1948 | 26 290          |
| 1953 | 28 062          |
| 1961 | 27 579          |
| 1971 | 28 228          |
| 1981 | 27 836          |
| 1991 | 27 068          |
| 2002 | 24 918          |
| 2011 | 22 000          |